# Copa América Femenina 2022
La Copa América Femenina 2022, denominada oficialmente como CONMEBOL Copa América Femenina Colombia 2022, fue la novena edición de la principal competición internacional femenina de fútbol a nivel de selecciones nacionales absolutas de América del Sur, organizado por la Confederación Sudamericana de Fútbol (Conmebol). Se llevó a cabo del 8 al 30 de julio en Colombia.
El torneo otorgó tres cupos directos y dos al torneo de repesca para la Copa Mundial Femenina de Fútbol de 2023, dos cupos para los Juegos Olímpicos de 2024, y otros tres para los Juegos Panamericanos 2023. La selección campeona también tiene el derecho a jugar la Finalissima Femenina UEFA-Conmebol contra las ganadoras de la Eurocopa Femenina 2022 en febrero de 2023 en Europa, según lo acordado en el Memorandum de Entendimiento UEFA-Conmebol. Adicionalmente, las cuatro mejores del torneo clasifican como invitadas a la Copa Oro Femenina de la Concacaf de 2024.
Asimismo, por primera vez en la historia del certamen se entregaron premios económicos, de 1.5 millones de dólares a la selección campeona y 500 mil dólares a la subcampeona.
El defensor del título fue Brasil, selección que venció 1:0 en la final a Colombia, reteniendo el título y ganándolo por octava ocasión en la historia (cuarta de forma consecutiva), de forma invicta y por primera vez sin recibir goles en contra. Después de esta edición la Copa América Femenina se llevará a cabo cada 2 años.
Durante el desarrollo del torneo se presentaron protestas simbólicas de las futbolistas de algunas selecciones. En el caso de Colombia, en el partido inaugural alzaron sus brazos debido a la falta de garantías en los premios económicos y la cancelación de la Liga Profesional Femenina para el segundo semestre del año. Durante la semifinal, las jugadoras de Paraguay hicieron una «X» con sus brazos debido a la falta de garantías del desarrollo del fútbol femenino en su país.

## Elección del país anfitrión
La FIFA dio a conocer el 24 de junio de 2021, dentro del calendario internacional de selecciones, las fechas de disputa de la Copa América Femenina 2022. La Asociación del Fútbol Argentino mostró su interés por organizar el torneo un año antes de conocer las fechas de realización, en junio de 2020.
El 30 de septiembre de 2021, la Federación Colombiana de Fútbol (FCF) anunció su candidatura para ser sede de la Copa América Femenina 2022, solo un par de meses después que le fuera retirada la sede de la Copa América 2021 por los problemas de orden público derivados del Paro Nacional de ese año y después que la candidatura de Colombia fuera superada por Australia y Nueva Zelanda en su aspiración de organizar la Copa Mundial Femenina de Fútbol de 2023.
Posteriormente, y sin más candidaturas oficiales en competencia, el Consejo de la Conmebol anunció el 27 de octubre de 2021 a Colombia como país anfitrión de la Copa América Femenina 2022.

## Formato de competición
Para la fase preliminar, los diez equipos participantes se dividen en dos grupos de cinco equipos cada uno. Se jugará con un sistema de todos contra todos, donde cada equipo jugará un partido con todos sus rivales de grupo, teniendo así 4 partidos como mínimo dentro de la copa. Los equipos serán ordenados en la tabla de posiciones de la zona de acuerdo a los puntos obtenidos en cada partido, y clasificarán a las fases finales los ubicados en la primera, segunda y tercera posición.
Si al término de la fase, dos o más equipos terminaron empatados en puntos se aplicaron los siguientes criterios de desempate:
1. Enfrentamiento(s) directo(s) entre los equipos empatados, a definir a favor del equipo con:
  1. Mayor cantidad de puntos obtenida en los partidos entre los equipos implicados;
  2. Mejor diferencia de gol obtenida en los partidos entre los equipos implicados;
  3. Mayor cantidad de goles marcados en los partidos entre los equipos implicados;
2. Mejor diferencia de gol en todos los partidos del grupo;
3. Mayor cantidad de goles marcados en todos los partidos del grupo;
4. Menor cantidad de tarjetas rojas recibidas;
5. Menor cantidad de tarjetas amarillas recibidas;
6. Sorteo de la Comisión Organizadora de la Conmebol.

En las fases finales, los ubicados en la tercera posición de cada grupo se enfrentarán entre sí en la definición por el quinto puesto, mientras que el primero de cada zona enfrentará al segundo de la otra en la ronda de semifinales. Los perdedores de esta instancia disputarán el partido por el tercer puesto, y los ganadores se cruzarán en la final, la cual consagrará al campeón. En caso de empate en cualquiera de las fases, se definirá al ganador por medio de tiros desde el punto penal, a excepción de la final, en la cual se disputará, de ser necesario, una prórroga de dos tiempos de 15 minutos.

### Clasificación a torneos internacionales
Clasificarán automáticamente a la Copa Mundial Femenina de Fútbol de 2023 las campeonas, las subcampeonas y la selección ocupante del tercer puesto del torneo, mientras que el cuarto y el quinto puesto accederán a la repesca intercontinental. Por otro lado, la campeona y la subcampeona obtendrán la clasificación directa a los Juegos Olímpicos de París 2024, y las selecciones ubicadas en tercer, cuarto y quinto puesto accederán a los Juegos Panamericanos de 2023. A este último se encuentra clasificado Chile, en su condición de anfitrión; por lo tanto, en caso de que su selección finalice su participación en la Copa América Femenina en alguna posición clasificatoria a los Juegos Panamericanos, cederá su cupo al equipo ubicado después en la tabla general.

## Sedes
El presidente de la Federación Colombiana de Fútbol, Ramón Jesurún, confirmó el 15 de diciembre de 2021 las tres ciudades sede: Armenia, Bucaramanga y Cali. Inicialmente, Cali iba a ser sede de la final, pero no fue posible debido al cruce de calendario de disponibilidad del Estadio Olímpico Pascual Guerrero con el Campeonato Mundial de Atletismo Sub-20 de 2022. Por ello, en abril se anunció el cambio de la sede de la final a Bucaramanga.
| Colombia                 | Colombia           | Colombia              | Colombia                          |
| Bucaramanga Cali Armenia | Armenia            | Bucaramanga           | Cali                              |
| ------------------------ | ------------------ | --------------------- | --------------------------------- |
| Bucaramanga Cali Armenia | Estadio Centenario | Estadio Alfonso López | Estadio Olímpico Pascual Guerrero |
| Bucaramanga Cali Armenia | Aforo: 20 716      | Aforo: 28 000         | Aforo: 39 828                     |
| Bucaramanga Cali Armenia |                    |                       |                                   |

## Símbolos y mercadeo

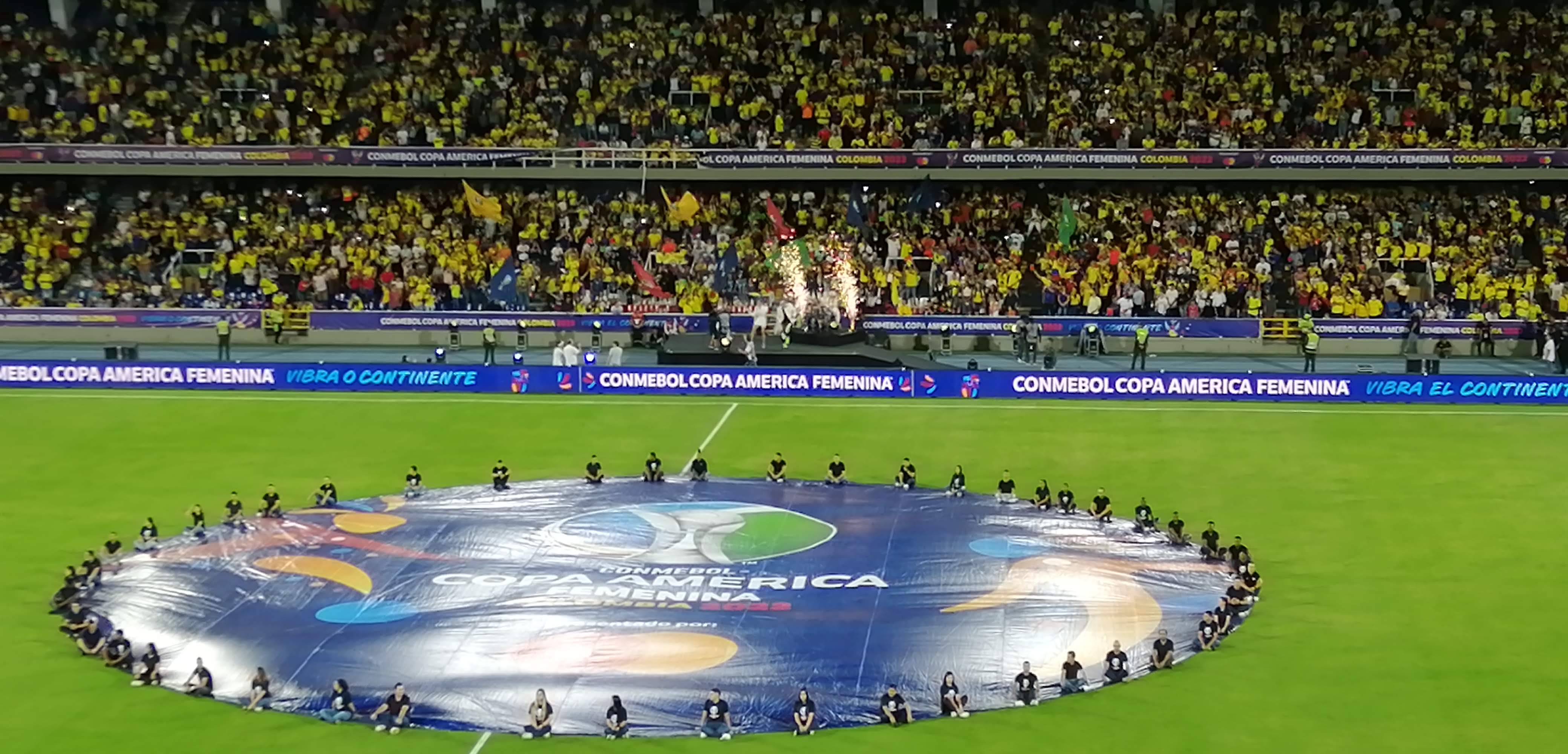
Inauguración del torneo en el Estadio Olímpico Pascual Guerrero.

### Balón
La empresa Nike fue la proveedora del balón oficial del torneo con la referencia Aerow, y asimismo, realizó actividades para incentivar el deporte y la igualdad de género.

### Mascota
La mascota del torneo se llama Alma, un can doméstico que fue presentada como una "perra fuerte, valiente, sociable, divertida y apasionada por el fútbol". Debido a ello, la mascota no fue bien recibida en Colombia al generarse polémica en redes sociales al considerarse su descripción como "denigrante".

### Canción oficial
La canción oficial del torneo fue «Rockstar» del dúo puertorriqueño Domino Saints, realizando su interpretación durante la ceremonia inaugural del torneo en Cali y también en la clausura realizada en Bucaramanga.

### Patrocinadores
Los patrocinadores oficiales fueron:
| Betsson    |
| Powerade   |
| Mastercard |
| Nike       |

| Águila  |
| Avianca |

### Derechos de transmisión
| Sudamérica: DirecTV Sports |
| Centroamérica: Sky Sports |
| El Caribe: Fox Sports |
| Directv Sports y TV Pública |
| Tigo Sports |
| SBT y SporTV |
| Univisión |
| Canal 13 |
| Señal Colombia, Capital, Canal Trece, Canal TRO, Teleantioquia, Telecafé, Telecaribe, Teleislas, Telepacífico, Win Sports, Win Sports+ y Directv Sports. |
| Univisión y Fox Sports |
| Sky Sports |
| YouTube CONMEBBOL Copa América GEN TV |
| Directv Sports y Dexary |
| IVC Network y La Tele Tuya |

## Equipos participantes
En la Copa América Femenina 2022 participaron las diez selecciones nacionales de fútbol afiliadas a la Conmebol. A continuación repasamos los datos previos a la realización del certamen:
Participan las diez selecciones nacionales de fútbol afiliadas a la Conmebol.
| Equipos participantes | Equipos participantes | Equipos participantes | Equipos participantes | Equipos participantes |
| --------------------- | --------------------- | --------------------- | --------------------- | --------------------- |
| Argentina             | Bolivia               | Brasil                | Chile                 | Colombia              |
| Ecuador               | Paraguay              | Perú                  | Uruguay               | Venezuela             |

### Sorteo
El sorteo para definir el orden de los grupos se realizó el 7 de abril de 2022 en Asunción, Paraguay.
Los bombos fueron ordenados de acuerdo a los resultados de los equipos obtenidos en la Copa América Femenina 2018. El anfitrión, Colombia, y Brasil (vigente campeón) fueron asignados a los lugares A1 y B1 respectivamente.
| Cabezas de serie            | Bombo 1         | Bombo 2            | Bombo 3         | Bombo 4      |
| --------------------------- | --------------- | ------------------ | --------------- | ------------ |
| Colombia (Anfitrión) Brasil | Chile Argentina | Paraguay Venezuela | Bolivia Uruguay | Perú Ecuador |

## Arbitraje
La designación de árbitras fue publicada por la CONMEBOL el 8 de junio de 2022. Cabe subrayar la presencia de un equipo arbitral proveniente de UEFA y el VAR solo estuvo presente a discreción de Conmebol, lo cual sucedió únicamente para la final.
| Árbitras            | Árbitras asistentes                | Árbitras asistentes |
| ------------------- | ---------------------------------- | ------------------- |
| Laura Fortunato     | Mariana de Almeida                 | Daiana Milone       |
| Adriana Farfán      | Liliana Bejarano                   | Inés Choque         |
| Edina Alves Batista | Neuza Back                         | Leila Moreira       |
| María Carvajal      | Cindy Nahuelcoy                    | Loreto Toloza       |
| María Victoria Daza | Nataly Arteaga                     | Eliana Ortiz        |
| Susana Corella      | Mónica Amboya                      | Viviana Segura      |
| Zulma Quiñónez      | Laura Miranda                      | Nadia Weiler        |
| Elizabeth Tintaya   | Gabriela Moreno                    | Vera Yupanqui       |
| Sandra Braz         | Andreia Catarina Ferreira de Souza | Rita Cabañero Mompó |
| Anahí Fernández     | Luciana Mascaraña                  | Adela Sánchez       |
| Yercinia Correa     | Laura Cárdenas                     | Thaity Dugarte      |

## Primera fase
— Clasificado para las semifinales.

     — Clasificado para la definición por el quinto puesto.

- Todos los horarios corresponden a la hora legal de Colombia (UTC-5).

### Grupo A

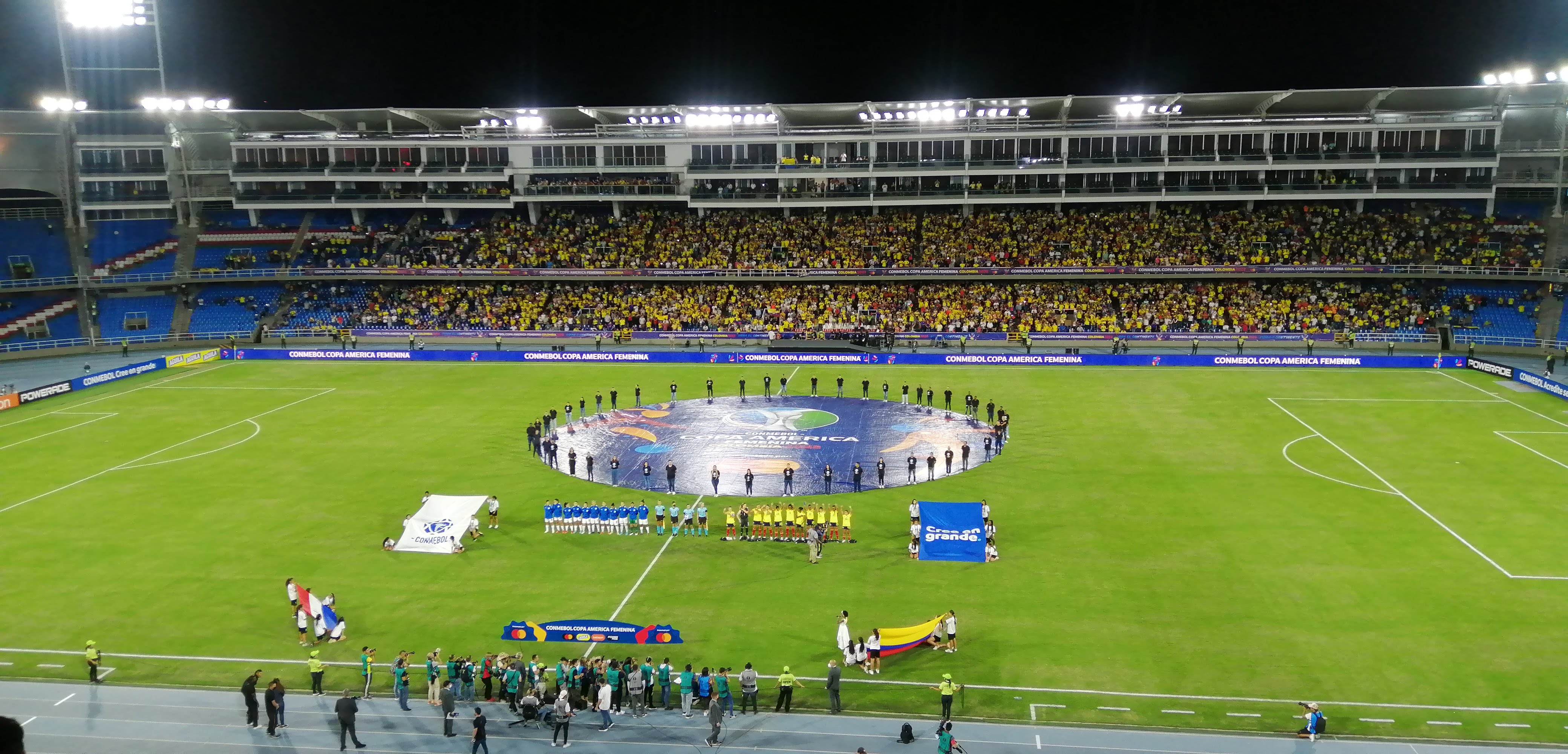
Las futbolistas de Colombia protestaron levantando sus brazos en protocolo previo al partido inaugural contra Paraguay.

| Equipo   | Pts | PJ | PG | PE | PP | GF | GC | Dif |
| -------- | --- | -- | -- | -- | -- | -- | -- | --- |
| Colombia | 12  | 4  | 4  | 0  | 0  | 13 | 3  | 10  |
| Paraguay | 9   | 4  | 3  | 0  | 1  | 9  | 7  | 2   |
| Chile    | 6   | 4  | 2  | 0  | 2  | 9  | 8  | 1   |
| Ecuador  | 3   | 4  | 1  | 0  | 3  | 9  | 7  | 2   |
| Bolivia  | 0   | 4  | 0  | 0  | 4  | 1  | 16 | -15 |

| 8 de julio | Bolivia            | 1:6 (0:3)                     | Ecuador                                                                         | Estadio Pascual Guerrero, Cali                          |                                                         |
| 16:00      | É. Salvatierra 59' | FIFA Reporte CONMEBOL Reporte | Bolaños 19', 90+4' · Pesántez 37' · Aguirre 41' · Lattanzio 70' · Espinales 76' | Asistencia: 7.000 espectadores Árbitra: Anahí Fernández | Asistencia: 7.000 espectadores Árbitra: Anahí Fernández |

| 8 de julio | Colombia                                     | 4:2 (2:1)                     | Paraguay                    | Estadio Pascual Guerrero, Cali                               |                                                              |
| 19:00      | Montoya 22', 59' · Ramírez 33' · Vanegas 82' | FIFA Reporte CONMEBOL Reporte | J. Martínez 27' · Gauto 90' | Asistencia: 15.000 espectadores Árbitra: Edina Alves Batista | Asistencia: 15.000 espectadores Árbitra: Edina Alves Batista |

- Libre:  Chile

| 11 de julio | Paraguay                                      | 3:2 (2:1)                     | Chile                   | Estadio Pascual Guerrero, Cali                          |                                                         |
| 17:00       | Fernández 3' · J. Martínez 12' · Sandoval 56' | FIFA Reporte CONMEBOL Reporte | Pardo 34' · Acuña 90+2' | Asistencia: 1.500 espectadores Árbitra: Yercinia Correa | Asistencia: 1.500 espectadores Árbitra: Yercinia Correa |

| 11 de julio | Bolivia | 0:3 (0:1)                     | Colombia                                       | Estadio Pascual Guerrero, Cali                             |                                                            |
| 19:00       |         | FIFA Reporte CONMEBOL Reporte | Santos 21' · Morales 70' (a.g.) · D. Arias 78' | Asistencia: 16.667 espectadores Árbitra: Elizabeth Tintaya | Asistencia: 16.667 espectadores Árbitra: Elizabeth Tintaya |

- Libre:  Ecuador

| 14 de julio | Paraguay                        | 2:0 (1:0)                     | Bolivia | Estadio Pascual Guerrero, Cali                        |                                                       |
| 16:00       | R. Martínez 10' · Fernández 71' | FIFA Reporte CONMEBOL Reporte |         | Asistencia: 500 espectadores Árbitra: Anahí Fernández | Asistencia: 500 espectadores Árbitra: Anahí Fernández |

| 14 de julio | Chile                | 2:1 (1:0)                     | Ecuador     | Estadio Pascual Guerrero, Cali                              |                                                             |
| 19:00       | Sáez 40' · Acuña 76' | FIFA Reporte CONMEBOL Reporte | Aguirre 78' | Asistencia: 1.500 espectadores Árbitra: Edina Alves Batista | Asistencia: 1.500 espectadores Árbitra: Edina Alves Batista |

- Libre:  Colombia

| 17 de julio | Chile                                                                    | 5:0 (4:0)                     | Bolivia | Estadio Pascual Guerrero, Cali                               |                                                              |
| 16:00       | Lara 7', 45+1' · É. Salvatierra 14' (a.g.) · Y. López 17' · Valencia 76' | FIFA Reporte CONMEBOL Reporte |         | Asistencia: 8.000 espectadores Árbitro(s): Elizabeth Tintaya | Asistencia: 8.000 espectadores Árbitro(s): Elizabeth Tintaya |

| 17 de julio | Ecuador      | 1:2 (1:2)                     | Colombia                  | Estadio Pascual Guerrero, Cali                              |                                                             |
| 19:00       | Charcopa 34' | FIFA Reporte CONMEBOL Reporte | Ramírez 30' · Caicedo 45' | Asistencia: 24.580 espectadores Árbitro(s): Laura Fortunato | Asistencia: 24.580 espectadores Árbitro(s): Laura Fortunato |

- Libre:  Paraguay

| 20 de julio | Colombia                                           | 4:0 (4:0)                     | Chile | Estadio Centenario, Armenia                              |                                                          |
| 19:00       | Usme 4' · D. Arias 11' · Vanegas 37' · Salazar 41' | FIFA Reporte CONMEBOL Reporte |       | Asistencia: 18.064 espectadores Árbitra: Anahí Fernández | Asistencia: 18.064 espectadores Árbitra: Anahí Fernández |

| 20 de julio | Ecuador    | 1:2 (1:1)                     | Paraguay                         | Estadio Pascual Guerrero, Cali                        |                                                       |
| 19:00       | Real 45+1' | FIFA Reporte CONMEBOL Reporte | J. Martínez 30' · Chamorro 90+1' | Asistencia: 250 espectadores Árbitra: Yercinia Correa | Asistencia: 250 espectadores Árbitra: Yercinia Correa |

- Libre:  Bolivia

### Grupo B

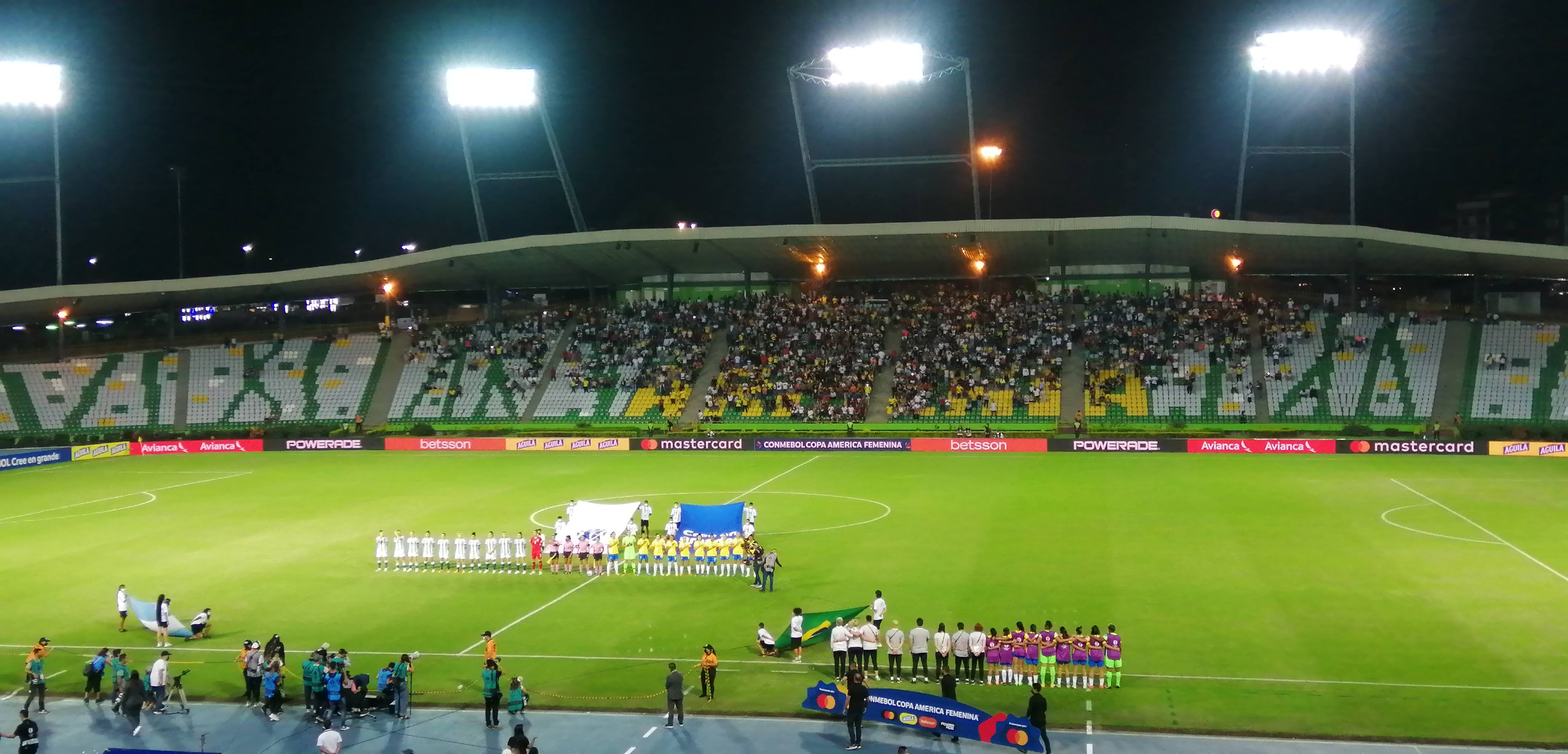
Brasil y Argentina protagonizaron el Clásico sudamericano en la apertura del Grupo B en Armenia.

| Equipo    | Pts | PJ | PG | PE | PP | GF | GC | Dif |
| --------- | --- | -- | -- | -- | -- | -- | -- | --- |
| Brasil    | 12  | 4  | 4  | 0  | 0  | 17 | 0  | 17  |
| Argentina | 9   | 4  | 3  | 0  | 1  | 10 | 4  | 6   |
| Venezuela | 6   | 4  | 2  | 0  | 2  | 3  | 5  | -2  |
| Uruguay   | 3   | 4  | 1  | 0  | 3  | 6  | 9  | -3  |
| Perú      | 0   | 4  | 0  | 0  | 4  | 0  | 18 | -18 |

| 9 de julio | Uruguay | 0:1 (0:0)                     | Venezuela       | Estadio Centenario, Armenia                                 |                                                             |
| 16:00      |         | FIFA Reporte CONMEBOL Reporte | Castellanos 78' | Asistencia: 3.000 espectadores Árbitra: María Victoria Daza | Asistencia: 3.000 espectadores Árbitra: María Victoria Daza |

| 9 de julio | Brasil                                                    | 4:0 (2:0)                     | Argentina | Estadio Centenario, Armenia                            |                                                        |
| 19:00      | Adriana 28', 58' · Bia Zaneratto 36' (pen.) · Debinha 87' | FIFA Reporte CONMEBOL Reporte |           | Asistencia: 5.000 espectadores Árbitra: María Carvajal | Asistencia: 5.000 espectadores Árbitra: María Carvajal |

- Libre:  Perú

| 12 de julio | Uruguay | 0:3 (0:2)                     | Brasil                           | Estadio Centenario, Armenia                            |                                                        |
| 16:00       |         | FIFA Reporte CONMEBOL Reporte | Adriana 32', 48' · Debinha 45+2' | Asistencia: 1.000 espectadores Árbitra: Zulma Quiñónez | Asistencia: 1.000 espectadores Árbitra: Zulma Quiñónez |

| 12 de julio | Argentina                                                  | 4:0 (1:0)                     | Perú | Estadio Centenario, Armenia                            |                                                        |
| 19:00       | Rodríguez 18' · Bonsegundo 52' · Stabile 62' · Lonigro 84' | FIFA Reporte CONMEBOL Reporte |      | Asistencia: 2.000 espectadores Árbitra: Susana Corella | Asistencia: 2.000 espectadores Árbitra: Susana Corella |

- Libre:  Venezuela

| 15 de julio | Argentina                                            | 5:0 (1:0)                     | Uruguay | Estadio Centenario, Armenia                                 |                                                             |
| 16:00       | Banini 43' · Rodríguez 51', 64', 69' · Stabile 90+5' | FIFA Reporte CONMEBOL Reporte |         | Asistencia: 1.000 espectadores Árbitra: María Victoria Daza | Asistencia: 1.000 espectadores Árbitra: María Victoria Daza |

| 15 de julio | Perú | 0:2 (0:1)                     | Venezuela                    | Estadio Centenario, Armenia                         |                                                     |
| 19:00       |      | FIFA Reporte CONMEBOL Reporte | Castellanos 39' · Altuve 64' | Asistencia: 5.000 espectadores Árbitra: Sandra Braz | Asistencia: 5.000 espectadores Árbitra: Sandra Braz |

- Libre:  Brasil

| 18 de julio | Venezuela | 0:4 (0:1)                     | Brasil                                                | Estadio Centenario, Armenia                            |                                                        |
| 16:00       |           | FIFA Reporte CONMEBOL Reporte | Bia Zaneratto 22' · Ary Borges 51' · Debinha 58', 65' | Asistencia: 5.000 espectadores Árbitra: Zulma Quiñónez | Asistencia: 5.000 espectadores Árbitra: Zulma Quiñónez |

| 18 de julio | Perú | 0:6 (0:0)                     | Uruguay                                                             | Estadio Centenario, Armenia                            |                                                        |
| 19:00       |      | FIFA Reporte CONMEBOL Reporte | Pa. González 51', 76' · Aquino 58' · Pizarro 61', 89' · Velazco 66' | Asistencia: 3.500 espectadores Árbitra: Adriana Farfán | Asistencia: 3.500 espectadores Árbitra: Adriana Farfán |

- Libre:  Argentina

| 21 de julio | Brasil                                                                                                | 6:0 (4:0)                     | Perú | Estadio Pascual Guerrero, Cali                         |                                                        |
| 19:00       | Duda 1' · Duda Sampaio 17' · Geyse 41' · Duda Santos 44' (pen.) · Fê Palermo 48' · Adriana 50' (pen.) | FIFA Reporte CONMEBOL Reporte |      | Asistencia: 1.500 espectadores Árbitra: Susana Corella | Asistencia: 1.500 espectadores Árbitra: Susana Corella |

| 21 de julio | Venezuela | 0:1 (0:0)                     | Argentina      | Estadio Centenario, Armenia                         |                                                     |
| 19:00       |           | FIFA Reporte CONMEBOL Reporte | Bonsegundo 63' | Asistencia: 3.000 espectadores Árbitra: Sandra Braz | Asistencia: 3.000 espectadores Árbitra: Sandra Braz |

- Libre:  Uruguay

## Fase final

### Cuadro de desarrollo
|  | Semifinales | Semifinales |        |          | Final         | Final         |  |
|  |             |             |        |          |               |               |  |
|  |             |             |        |          |               |               |  |
|  | Colombia    | 1           |        |          |               |               |  |
|  | Colombia    | 1           |        |          |               |               |  |
|  | Argentina   | 0           |        |          |               |               |  |
|  | Argentina   | 0           |        | Colombia | 0             |               |  |
|  |             |             |        | Colombia | 0             |               |  |
|  |             |             | Brasil | 1        |               |               |  |
|  | Brasil      | 2           | Brasil | 1        |               |               |  |
|  | Brasil      | 2           |        |          |               |               |  |
|  | Paraguay    | 0           |        |          | Tercer puesto | Tercer puesto |  |
|  | Paraguay    | 0           |        |          | Tercer puesto | Tercer puesto |  |
|  |             |             |        |          |               |               |  |
|  |             |             |        |          | Argentina     | 3             |  |
|  |             |             |        |          | Argentina     | 3             |  |
|  |             |             |        |          | Paraguay      | 1             |  |
|  |             |             |        |          | Paraguay      | 1             |  |
|  |             |             |        |          |               |               |  |

### Quinto puesto
| 24 de julio | Chile                                        | 1:1 (0:0) (4:2 p.)            | Venezuela                            | Estadio Centenario, Armenia                                 |                                                             |
| 19:00       | Zamora 65'                                   | FIFA Reporte CONMEBOL Reporte | Castellanos 90+2'                    | Asistencia: 2.283 espectadores Árbitra: Edina Alves Batista | Asistencia: 2.283 espectadores Árbitra: Edina Alves Batista |
|             |                                              | Tiros desde el punto penal    |                                      |                                                             |                                                             |
|             | Lara · Araya · Zamora · Balmaceda · Guerrero |                               | Castellanos · Moreno · Altuve · Viso |                                                             |                                                             |

### Semifinales
| 25 de julio | Colombia    | 1:0 (0:0)                     | Argentina | Estadio Alfonso López, Bucaramanga                      |                                                         |
| 19:00       | Caicedo 63' | FIFA Reporte CONMEBOL Reporte |           | Asistencia: 15.757 espectadores Árbitra: María Carvajal | Asistencia: 15.757 espectadores Árbitra: María Carvajal |

| 26 de julio | Brasil                             | 2:0 (2:0)                     | Paraguay | Estadio Alfonso López, Bucaramanga                      |                                                         |
| 19:00       | Ary Borges 16' · Bia Zaneratto 28' | FIFA Reporte CONMEBOL Reporte |          | Asistencia: 5.832 espectadores Árbitra: Anahí Fernández | Asistencia: 5.832 espectadores Árbitra: Anahí Fernández |

### Tercer puesto
| 29 de julio | Argentina                             | 3:1 (0:1)                     | Paraguay         | Estadio Centenario, Armenia                                 |                                                             |
| 19:00       | Rodríguez 78', 90+1' · Bonsegundo 90' | FIFA Reporte CONMEBOL Reporte | Núñez 39' (a.g.) | Asistencia: 4.500 espectadores Árbitra: María Victoria Daza | Asistencia: 4.500 espectadores Árbitra: María Victoria Daza |

### Final
| 30 de julio | Colombia | 0:1 (0:1)                     | Brasil             | Estadio Alfonso López, Bucaramanga                                           |                                                                              |
| 19:00       |          | FIFA Reporte CONMEBOL Reporte | Debinha 39' (pen.) | Asistencia: 28.000 espectadores Árbitra: Laura Fortunato VAR: Zulma Quiñónez | Asistencia: 28.000 espectadores Árbitra: Laura Fortunato VAR: Zulma Quiñónez |

|                           |
| Bandera de Brasil         |
| Campeón Brasil 8.º título |

## Estadísticas

### Tabla general

Países participantes según la fase alcanzada en el torneo.
Campeón
Subcampeón
Tercer puesto
Cuarto puesto
Fase de grupos
No participó

| Selección | Selección | Pts. | PJ | PG | PE | PP | GF | GC | Dif. | Rend. |
| --------- | --------- | ---- | -- | -- | -- | -- | -- | -- | ---- | ----- |
| 1         | Brasil    | 18   | 6  | 6  | 0  | 0  | 20 | 0  | +20  | 100%  |
| 2         | Colombia  | 15   | 6  | 5  | 0  | 1  | 14 | 4  | +10  | 83.3% |
| 3         | Argentina | 12   | 6  | 4  | 0  | 2  | 13 | 6  | +7   | 66,6% |
| 4         | Paraguay  | 9    | 6  | 3  | 0  | 3  | 10 | 12 | -2   | 50%   |
| 5         | Chile     | 7    | 5  | 2  | 1  | 2  | 10 | 9  | +1   | 46,6% |
| 6         | Venezuela | 7    | 5  | 2  | 1  | 2  | 4  | 6  | -2   | 46,6% |
| 7         | Ecuador   | 3    | 4  | 1  | 0  | 3  | 9  | 7  | +2   | 25%   |
| 8         | Uruguay   | 3    | 4  | 1  | 0  | 3  | 6  | 9  | -3   | 25%   |
| 9         | Bolivia   | 0    | 4  | 0  | 0  | 4  | 1  | 16 | -15  | 0%    |
| 10        | Perú      | 0    | 4  | 0  | 0  | 4  | 0  | 18 | -18  | 0%    |

### Goleadoras
| Jugadora             | Selección | Goles |
| -------------------- | --------- | ----- |
| Yamila Rodríguez     | Argentina | 6     |
| Adriana              | Brasil    | 5     |
| Debinha              | Brasil    | 5     |
| Bia Zaneratto        | Brasil    | 3     |
| Jessica Martínez     | Paraguay  | 3     |
| Deyna Castellanos    | Venezuela | 3     |
| Florencia Bonsegundo | Argentina | 3     |

### Asistentes
- Datos entregados por Conmebol.[41]

| Jugadora         | Selección | Goles |
| ---------------- | --------- | ----- |
| Bia Zaneratto    | Brasil    | 4     |
| Leicy Santos     | Colombia  | 4     |
| Estefanía Banini | Argentina | 3     |
| Antônia          | Brasil    | 3     |
| Ramona Martínez  | Paraguay  | 3     |

### Autogoles
| Jugadora          | Selección | Rival    | Autogoles |
| ----------------- | --------- | -------- | --------- |
| Ericka Morales    | Bolivia   | Colombia | 1         |
| Érika Salvatierra | Bolivia   | Chile    | 1         |
| Romina Núñez      | Argentina | Paraguay | 1         |

### Jugadoras con tres o más goles en un partido
| Pos. | Jugador          | Goles | Fecha               | Local     |                      | Resultado |                    | Visitante |
| ---- | ---------------- | ----- | ------------------- | --------- | -------------------- | --------- | ------------------ | --------- |
| 1    | Yamila Rodríguez | 3     | 15 de julio de 2022 | Argentina | Bandera de Argentina | 5:0       | Bandera de Uruguay | Uruguay   |

## Premios y reconocimientos

### Premios generales de la copa
| Premio           |  | Jugadora         | Selección |
| ---------------- |  | ---------------- | --------- |
| Mejor jugadora   |  | Linda Caicedo    | Colombia  |
| Mejor guardameta |  | Lorena           | Brasil    |
| Máxima goleadora |  | Yamila Rodríguez | Argentina |

| Premio              |  | Selección |
| ------------------- |  | --------- |
| Premio Juego limpio |  | Chile     |

### Jugadora del partido
Este es un premio individual concedido al término de cada uno de los 25 partidos de la competición a la mejor jugadora de cada encuentro. Oficialmente y por motivos de patrocinio es llamado «Jugadora Mastercard del Partido», la cual se elige por votación a través de la web oficial de la Copa América Femenina.
| Fase de grupos - Fecha 1 y 2 | Fase de grupos - Fecha 1 y 2 | Fase de grupos - Fecha 3 y 4 | Fase de grupos - Fecha 3 y 4 | Fase de grupos - Fecha 5 | Fase de grupos - Fecha 5 | Fases eliminatorias | Fases eliminatorias |
| Jugadora                     | Partido                      | Jugadora                     | Partido                      | Jugadora                 | Partido                  | Jugadora            | Partido             |
| ---------------------------- | ---------------------------- | ---------------------------- | ---------------------------- | ------------------------ | ------------------------ | ------------------- | ------------------- |
| Daniela Montoya              | 4:2                          | Ramona Martínez              | 2:0                          | Catalina Usme            | 4:0                      | Daniela Zamora      | 1:1 (4:2)           |
| Nayely Bolaños               | 1:6                          | Javiera Grez                 | 2:1                          | Kerlly Real              | 1:2                      | Linda Caicedo       | 1:0                 |
| Adriana                      | 4:0                          | Oriana Altuve                | 0:2                          | Gabi Portilho            | 6:0                      | Bia Zaneratto       | 2:0                 |
| Deyna Castellanos            | 0:1                          | Yamila Rodríguez             | 5:0                          | Florencia Bonsegundo     | 0:1                      | Yamila Rodríguez    | 3:1                 |
| Leicy Santos                 | 0:3                          | Linda Caicedo                | 1:2                          |                          |                          | Linda Caicedo       | 0:1                 |
| Jessica Martínez             | 3:2                          | Francisca Lara               | 5:0                          |                          |                          |                     |                     |
| Adriana                      | 0:3                          | Debinha                      | 0:4                          |                          |                          |                     |                     |
| Yamila Rodríguez             | 4:0                          | Belén Aquino                 | 0:6                          |                          |                          |                     |                     |

### Equipo ideal
El equipo ideal del torneo fue elegido por el Grupo de Estudio Técnico de la Conmebol y dado a conocer el 2 de agosto de 2022.
| Portera | Defensoras                                | Mediocampistas                                                                | Delantera |
| ------- | ----------------------------------------- | ----------------------------------------------------------------------------- | --------- |
| Lorena  | Antônia Agustina Barroso Rafaelle Tamires | Daniela Montoya Yamila Rodríguez Jessica Martínez Catalina Usme Linda Caicedo | Debinha   |

## Clasificados a competencias intercontinentales
| Competencia                                           | Clasificados                               | Fecha de clasificación                   |
| ----------------------------------------------------- | ------------------------------------------ | ---------------------------------------- |
| Juegos Olímpicos de París 2024                        | - Brasil - Colombia                        | 26/7/2022 25/7/2022                      |
| Copa Mundial Femenina Australia/Nueva Zelanda 2023    | - Brasil - Colombia - Argentina            | 26/7/2022 25/7/2022 29/7/2022            |
| Torneo de Repesca de la Copa Mundial Femenina de 2023 | - Paraguay - Chile                         | 29/7/2022 24/7/2022                      |
| Juegos Panamericanos 2023                             | - Chile - Argentina - Paraguay - Bolivia   | 4/11/2017 25/7/2022 26/7/2022 10/10/2023 |
| Finalissima Femenina UEFA-CONMEBOL 2023               | - Brasil                                   | 30/7/2022                                |
| Copa Oro Femenina de la Concacaf de 2024              | - Brasil - Colombia - Argentina - Paraguay | 27/1/2023                                |